# Cortinarius trivialis
Cortinarius trivialis J.E. Lange, Fl. Agaric. Danic. 5: Ill (1940).

## Descrizione della specie
Cappello
5–10 cm, convesso, poi spianato con umbone ottuso, carnoso,
cuticolagiallo-ocra, giallo-brunastra, liscia, molto glutinosa con l'umido.
marginea lungo involuto
Lamelle
Color argilla o ocra, poi ruggine, poco fitte, adnate uncinate.
 Gambo 
7-12 x 1–2 cm, viscoso, biancastro all'apice, con vari anelli giallo-bruni formati dal velo.
 Carne 
Di colore giallo chiaro, bruna sotto la cuticola più scura alla base del gambo.
- Odore: impercettibile.
- Sapore: dolciastro.

Microscopia
Sporeellissoidali, verrucose, color ruggine in massa.
Basiditetrasporici.

## Habitat
Specie comune, fruttifica in estate-autunno, a gruppi numerosi, in boschi di latifoglie.

## Commestibilità
Non commestibile.

## Etimologia
- Genere: dal latino cortinarius = attinente alle cortine, per i caratteristici residui del velo parziale.
- Specie: dal latino trivialis = triviale (perché assai comune).

## Sinonimi e binomi obsoleti
- Cortinarius collinitus var. trivialis (J.E. Lange) A.H. Sm., Lloydia 7: 175 (1944)
- Cortinarius mucifluus sensu Rea (1922), Cooke [Ill. Brit. Fung. 735 (740) Vol. 5 (1888)]
- Cortinarius trivialis f. repandus (Ricken) Bidaud, Moënne-Locc. & Reumaux, (2000)
- Inocybe trivialis (J.E. Lange) M.M. Moser, in Gams 2: 141 (1953)
- Myxacium collinitum var. repandum Ricken, Die Blätterpilze 1: 124 [+ 2: pl. 35, fig. 5] (1915)
- Myxacium triviale (J.E. Lange) M.M. Moser, Monogr. bot., Warsaw 30: 99 (1969)